# Geolokalisering i onlinespel
Geolokalisering är en viktig teknik inom onlinespelbranschen. Olika länder, stater och jurisdiktioner har olika lagar som sträcker sig från totalförbud till inga lagar alls, vilket gör onlinespel de facto lagligt och oreglerat. För att avgöra om en potentiell onlinespelare ska tillåtas sätta in pengar, spela eller ens titta på ett nätcasino är det nödvändigt att fastställa individens fysiska plats.
Nätcasinon och pokerrum har använt geolokalisering på olika sätt under tidens gång. De första nätcasinona fanns när få lagar reglerade internet (och än mindre onlinespel), och spelarna ombads helt enkelt att uppge var de befann sig. I takt med att lagar som reglerade onlinespel antogs blev det nödvändigt att använda teknik för att bevisa spelarnas fysiska placering.

## Teknik
När den första handen med licensierad och reglerad nätpoker i USA spelades i Nevada den 30 april 2013 av UltimatePoker.com förlitade sig sajten på en kombination av en spelares IP-adress och GPS-signal från deras mobiltelefon. Många spelare upplevde problem från denna process som gjorde det svårt eller till och med omöjligt för dem att vara korrekt geolokaliserade i Nevada och hindrade dem från att spela. Till en början kunde spelare som befann sig nära delstatens gränser inte geolokaliseras med tillräcklig precision för att de skulle klara lokaliseringskontrollen i Nevada. Personer som inte hade mobiltelefoner kunde inte spela alls.
När branschen expanderade till delstaten New Jersey infördes en ny metod för geolokalisering, som triangulerade wifi-nätverk i närheten av spelaren för att fastställa hans eller hennes fysiska plats. Denna metod var mycket mer exakt. 6 Spelare rapporterade färre svårigheter och även de som befann sig nära New Jerseys gräns kunde fortfarande korrekt passera geolokaliseringskontrollen.
För att förhindra att spelare utanför en reglerad stat kringgår geolokaliseringstestet med hjälp av VPN-tjänster kontrollerar programvaran om VPN- och fjärråtkomstprogramvara körs på spelarens system. Om någon sådan programvara upptäcks får spelaren inte satsa.